# عباسكوه (مقاطعة فومن)
عباسكوه (بالفارسية: عباسکوه) هي قرية تقع في غيلان في إيران. يقدر عدد سكانها بـ 354 نسمة بحسب إحصاء 2016.